# پیوند دگرژنی
در پیوند دگرژنی یا پیوند آلوژنی (به انگلیسی: Allotransplantation)، یک بیمار بافت پیوندی را از فردی غیر از خود یا دوقلوی همسان خود و اعضای خانواده (مانند برادر، خواهر، یا هر یک از والدین یا فردی که هیچ‌گونه نسبتی با بیمار ندارد) دریافت می‌کند. این فرد باید سازگاری بافتی نزدیک با بدن بیمار داشته باشد.
در این روش، مغز استخوان بیمار را خارج و آن را در معرض داروهای ضد سرطان قرار می‌دهند تا یاخته‌های بدخیم کشته شوند. سپس محصول به‌دست‌آمده را منجمد و نگهداری می‌کنند.
پس از تهیه بافت پیوندی، به بیمار مقادیر بالای داروهای شیمی درمانی همراه یا بدون پرتو درمانی می‌دهند تا باقی‌مانده مغز استخوان وی تخریب شود. در مرحله آخر، مغز استخوان سالم را گرم کرده و به‌وسیله یک سوزن و از طریق سیاهرگ به بیمار تزریق می‌کنند تا جانشین مغز استخوان تخریب‌شده شود. پس از ورود بافت پیوندی به جریان خون، یاخته‌های پیوند زده شده به مغز استخوان هدایت شده و به تولید گویچه‌های سفید خون، گویچه‌های قرمز خون و پلاکت‌های جدید می‌پردازند. ابتلاء به عفونت و خونریزی، تهوع، استفراغ، خستگی، بی‌اشتهایی، زخم‌های دهانی، ریزش مو و واکنش‌های پوستی از جمله عوارض جانبی پیوند مغز استخوان و پیوند سلول‌های پایه (Stem cell) است. امروزه با کاربردهای جدید الگوهای درمان پیوند مغز استخوان و درمان بیولوژیکی یا ایمنی‌شناسی و داروهای جدید ضد سرطان و پیشرفت‌های علم ژنتیک و ساختارهای ژن‌های انسانی، امیدهای تازه‌ای برای غلبه بر این بیماری به وجود آمده‌است.